# 中央アフリカにおけるLGBTの権利
中央アフリカにおけるLGBTの権利（ちゅうおうアフリカにおけるLGBTのけんり）では、中央アフリカ共和国におけるLGBTの法的状況について扱う。
中央アフリカ共和国では、同性愛行為そのものは違法ではない。また、国際連合の同性愛非犯罪化宣言に署名している。ただし同性婚は認められておらず、同性愛カップルや同性愛カップルの主婦・主夫に関して、異性の夫婦と同じような法的な保護はなされていない。また、性的指向に関する差別からの法的な保護も特に定められていない。